# Apertura Dunst
|       |       |       |       |       |       |       |       |       |  |
|       | a8 rd | b8 nd | c8 bd | d8 qd | e8 kd | f8 bd | g8 nd | h8 rd |  |
| a7 pd | b7 pd | c7 pd | d7 pd | e7 pd | f7 pd | g7 pd | h7 pd |       |  |
| a6    | b6    | c6    | d6    | e6    | f6    | g6    | h6    |       |  |
| a5    | b5    | c5    | d5    | e5    | f5    | g5    | h5    |       |  |
| a4    | b4    | c4    | d4    | e4    | f4    | g4    | h4    |       |  |
| a3    | b3    | c3 nl | d3    | e3    | f3    | g3    | h3    |       |  |
| a2 pl | b2 pl | c2 pl | d2 pl | e2 pl | f2 pl | g2 pl | h2 pl |       |  |
| a1 rl | b1    | c1 bl | d1 ql | e1 kl | f1 bl | g1 nl | h1 rl |       |  |
|       |       |       |       |       |       |       |       |       |  |

La Apertura Dunst (ECO A00) es una apertura poco jugada pero que puede por transposición derivar en algunas posicionas más familiares de peón dama o peón rey, dependiendo de que el blanco juegue 2.d4 o 2.e4. Saca un caballo que ataca al centro, pero el caballo de dama no tiene, ni mucho menos el valor del caballo de rey que se saca en la Apertura Reti. Puede transponer a otras aperturas, pero, en general, se entra en líneas inferiores.
Línea principal
1.Cc3
1.Cc3 e5
1.Cc3 e5 2.a3
1.Cc3 c5 2.d4 cxd4 3.Dxd4 Cc6 4.De4